# Сойчин-Ґрондови
Сойчин-Ґрондови (пол. Sojczyn Grądowy) — село в Польщі, у гміні Граєво Ґраєвського повіту Підляського воєводства.
Населення — 29 осіб (2011).
У 1975-1998 роках село належало до Ломжинського воєводства.

## Демографія
Демографічна структура станом на 31 березня 2011 року:
|          | Загалом | Допрацездатний вік | Працездатний вік | Постпрацездатний вік |
| -------- | ------- | ------------------ | ---------------- | -------------------- |
| Чоловіки | 20      | 1                  | 17               | 2                    |
| Жінки    | 9       | 1                  | 4                | 4                    |
| Разом    | 29      | 2                  | 21               | 6                    |